# 大阪複十字病院

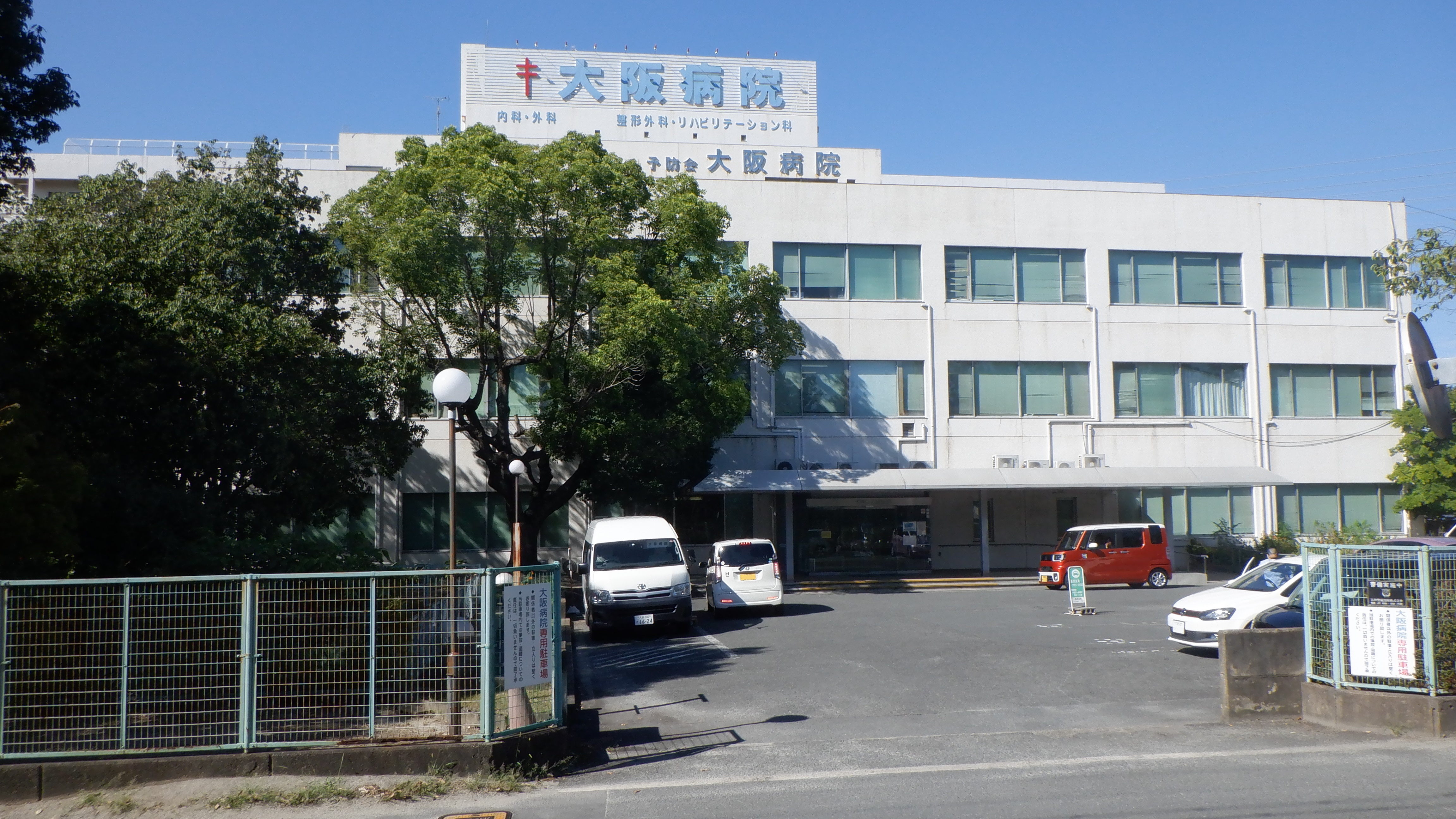
旧大阪府結核予防会大阪病院（寝屋川市寝屋川公園）

大阪複十字病院（おおさかふくじゅうじびょういん）は、一般財団法人大阪府結核予防会が、大阪府寝屋川市に設置する病院である。

## 概要
救急告示病院に指定されており、結核病床を30床有している。

## 沿革
(この節の出典)
- 1939年(昭和14年)5月22日　結核予防会創設（初代総裁・秩父宮勢津子殿下）
- 1940年(昭和15年)3月1日　結核予防会大阪府支部設立
- 1954年(昭和29年)11月1日　附属療養所開設
- 1976年(昭和51年)10月1日　附属療養所を廃し、大阪病院を寝屋川市寝屋川公園2276-1（北緯34度45分47.2秒 東経135度39分22.9秒）に開院
- 1994年(平成 6年)5月12日　秋篠宮紀子殿下、総裁に就任
- 2003年(平成15年)5月　医療療養病棟開設
- 2006年(平成18年)8月　（財）日本医療機能評価機構認定取得
- 2009年(平成21年)2月　（財）日本情報処理開発協会からプライバシーマーク付与認定
- 2010年(平成22年)4月　皮膚科開設
  - 6月　神経内科開設
- 2011年(平成23年)1月　泌尿器科開設
- 2013年(平成25年)4月　病院名を一般財団法人大阪府結核予防会大阪病院に変更
- 2021年(令和3年)7月5日　寝屋川公園駅西側の現在地に移転し、大阪複十字病院に改称[3]

## 診療科
(この節の出典)
- 内科
- 呼吸器内科
- 循環器内科
- 消化器内科
- 外科
- 整形外科
- 麻酔科
- 放射線科
- アレルギー科
- リハビリテーション科
- 皮膚科
- 泌尿器科
- 神経内科
- リウマチ科
- 消化器外科
- 呼吸器外科
- 肛門外科

## 医療機関の認定
- 保険医療機関[4]
- 結核指定病院[4]
- 労災保険指定病院[4]
- 生活保護法指定病院（中国残留邦人等の円滑な帰国の促進並びに永住帰国した中国残留邦人等及び特定配偶者の自立の支援に関する法律（平成六年法律第三十号）に基づく指定医療機関を含む。）[4]
- 公害医療機関[4]
- 指定自立支援病院（更生医療）[4]
- 原子爆弾被害者一般疾病医療取扱病院[4]
- 高齢者の医療の確保に関する法律（昭和五十七年法律第八十号）第七条第一項に規定する医療保険各法及び同法に基づく療養等の給付の対象とならない医療並びに公費負担医療を行わない医療機関[4]
- 身体障害者福祉法指定医の配置されている医療機関[4]
- 第二種感染症指定医療機関[5]
- このほか、各種法令による指定・認定病院であるとともに、各学会の認定施設でもある。

## 交通アクセス
- JR学研都市線 寝屋川公園駅より徒歩5分[6]。
- 京阪本線 寝屋川市駅、JR学研都市線 星田駅、寝屋川公園駅より無料シャトルバスを運行している[6]。

## 不祥事・医療ミス・医療事故
- 2019年12月11日（発表） - 病院は、末期の肺がんで入院していた女性（70歳）に、誤ってモルヒネを予定の10倍投与し、その後に女性が死亡したと発表した。司法解剖の結果、死因はモルヒネの急性中毒の疑いがあると判明。大阪府警寝屋川警察署が業務上過失致死容疑も視野に捜査している[7]。
- 2019年12月18日（報道） - 2017年10月13日午前、結核病棟の浴室の浴槽内で、男性患者（72歳）が心肺停止状態で倒れているのが見つかった。当直医が翌14日午前に死亡確認、死亡診断書に死因を「肺結核」と記入した。約3時間後に遺体を葬祭業者に引き渡した。男性には身寄りがなかった。事故死の疑いがある場合、医師法に基いて24時間以内に異状死として警察に届ける義務があるが、届けていなかった。病院は「遺体をしっかり調べずに主治医ではない当直医が死因を判断しており、問題があった。異状死として届けるべきだった」としている[8]。
- 2022年1月11日（報道） - 副院長を務めた60代の男性外科医が約130通の死亡診断書に医師免許の登録名と異なる名前で署名していたことが報道された。この外科医は占いをきっかけに本名の漢字1文字を同じ読みの別の漢字にして署名していた。医師法の施行規則では死亡診断書の署名は本名が原則とされている。外科医は病院から譴責処分を受けたのち、依願退職した[9]。